# Нагасэ, Анна
Анна Нагасэ (яп. 永瀬 アンナ Нагасэ Анна, род. 31 марта 2005 года, Токио, Япония) — японская сэйю. Лауреат премии Seiyu Awards в категории «Лучший начинающий актёр или актриса» (2023).

## Биография
Анна Нагасэ родилась 31 марта 2005 года в Токио. С юных лет познавала азы актёрского искусства: участвовала в деятельности школьного драмкружка и играла в различных школьных спектаклях, что впоследствии помогло ей «понять привлекательность выступлений перед публикой». Получив в рамках своей деятельности возможность озвучивать роли, Нагасэ обнаружила, что у неё возникают с этим трудности, из-за чего вознамерилась узнать больше об озвучивании и решила начать карьеру сэйю. В начале апреля 2020 года Нагасэ вошла в состав юниорской группы сэйю агентства 81 Produce.
Свою первую главную роль Нагасэ получила в аниме-сериале Summer Time Rendering (2022), в котором озвучила девушку по имени Усио Кофунэ. Специально для этой роли Нагасэ училась разговаривать на вакаямском диалекте. В аниме-сериале Yurei Deco (2022) Нагасэ озвучила персонажа по имени Хак и исполнила дуэтом с Мирой Кавакацу закрывающую музыкальную тему под названием «Aimuin Love».
В марте 2023 года Нагасэ вместе с четырьмя другими сэйю стала лауреатом премии Seiyu Awards в категории «Лучший начинающий актёр или актриса».

## Избранная фильмография

### Аниме-сериалы
2021
- Back Arrow — Том[8]
- Bakugan: Armored Alliance — Оливер

2022
- Bocchi the Rock! — интервьюер, клиенты
- Summer Time Rendering — Усио Кофунэ[4]
- Yurei Deco — Хак[5]

2023
- Ippon Again! — Цумуги Химэно[9]
- My Love Story with Yamada-kun at Lv999 — старшеклассницы школы «Тосэй»
- Shy — Инуяма, ребёнок в «Шоу Хартмэна»
- Undead Girl Murder Farce — Луиза[10]
- «Магическая битва 2» — Рико Аманай[11]

2024
- ’Tis Time for «Torture», Princess — Ёки[12]
- Blue Box — Нагиса Фунами[13]
- Bucchigiri?! — Махоро[14]
- Kinokoinu: Mushroom Pup — Комако Амано[15]
- Suicide Squad Isekai — Харли Квинн[16]
- Tasuketsu — Саая Фудзисиро[17]
- Uzumaki — девушка[18]

2025
- Fermat no Ryori — Аю Уоми[19]
- Miru: Paths to My Future (Episode 101: The King of the Forest) — Марио Васко Дебритто (в детстве)[20]
- Onmyo Kaiten Re:verse — Юра[21]
- Sanda — Итиэ Оно[22]
- Takopi’s Original Sin — Адзума[23]
- The Brilliant Healer’s New Life in the Shadows — Зофия[24]
- Zenshu — Нацуко Хиросэ[25]

2026
- Akane-banashi — Аканэ Осаки[26]

### ONA
- 2022 — «Киберпанк: Бегущие по краю» — боксёр, Изабелла
- 2025 — Milky☆Subway: The Galactic Limited Express — Макина[27]

### Компьютерные игры
- 2023 — Summer Time Rendering: Another Horizon — Усио Кофунэ[28]
- 2024 — Wuthering Waves — Чися[29]

## Награды и номинации
| Год  | Награда      | Результат | Категория | Работа | Прим. |
| ---- | ------------ | --------- | --- | ------ | ----- |
| 2023 | Seiyu Awards | Победа    | Лучший начинающий актёр или актриса (вместе с Минами Хинатой, Сион Вакаямой, Сюитиро Умэдой и Хиной Сугутой) | н/д    | [ 7 ] |